# 喜马拉雅穗三毛
喜马拉雅穗三毛（学名：Trisetum spicatum var. himalaicum）为禾本科三毛草属下的一个变种。

## 扩展阅读
- 維基物種上的相關：喜马拉雅穗三毛